# Soubès
Soubès település Franciaországban, Hérault megyében. Lakosainak száma 954 fő (2022. január 1.). Soubès Fozières, Lodève, Pégairolles-de-l’Escalette, Poujols és Saint-Étienne-de-Gourgas községekkel határos.

## Népesség
A település népessége az elmúlt években az alábbi módon változott:
| Lakosok száma | 370  | 565  | 616  | 860  | 897  | 925  | 931  | 920  | 932  | 954  |
|               | 1968 | 1982 | 1990 | 2006 | 2013 | 2015 | 2017 | 2019 | 2020 | 2022 |